# Harald Bredesen
Harald Bredesen (* 18. August 1918; † 29. Dezember 2006) war ein US-amerikanischer lutherischer Pastor und eine einflussreiche Person der jungen charismatischen Bewegung.

## Leben
Harald Bredesen erfuhr die Taufe im Heiligen Geist während eines Sommerlagers der charismatischen Bewegung im Jahr 1946. Er bot seiner Kirchenleitung den Rücktritt an, der jedoch abgelehnt wurde. Er sah die Entscheidung seiner Kirchenleitung als Zeichen an und entschied sich, in seiner Kirche als Fürsprecher der charismatischen Bewegung zu verbleiben.
Bredesen wurde 1957 der Pastor der Mount Vernon Dutch Reformed Church, wo er charismatisch geprägte Gebetstreffen einführte. Von ihm beeinflusst wurden unter anderem Pat Boone und Pat Robertson, der von 1958 bis 1959 als studentische Hilfskraft für ihn tätig war. Eine Zusammenarbeit mit Jean Stone Willans führte im Jahr 1960 zur Gründung der Blessed Trinity Society. Der Begriff Charismatische Erneuerung, unter dem man beginnend ab 1963 charismatische Impulse innerhalb der etablierten Kirchen verstand, wurde von Bredesen maßgeblich mitgeprägt. Im Jahr 1970 verließ er Mount Vernon um von 1971 bis 1980 als Pastor am Trinity Christian Center in Victoria zu arbeiten.